# Sonny Boy Williamson II
Pour les articles homonymes, voir Sonny Boy Williamson.
Aleck Miller (né à une date incertaine, entre 1894 et 1912, possiblement le 5 décembre 1899 - mort le 25 mai 1965), également connu sous les noms de Sonny Boy Williamson II, « Rice Miller », « Willie Williams », « Willie Miller », « Little Boy Blue », « The Goat » et « Footsie », est un harmoniciste, chanteur et compositeur de blues de nationalité américaine.

## Biographie

### Les débuts
Rice Miller naît dans la plantation Sara Jones près de Glendora dans le Mississippi. Sa date de naissance reste incertaine : Miller prétend dans ses dernières années être né le 5 décembre 1899, mais il a auparavant donné d'autres dates dans la première décennie du XXe siècle et en outre sa pierre tombale mentionne comme date de naissance le 11 mars 1908 ; David Evans, enseignant en musique spécialiste du blues, prétend même qu'il serait né en 1912, année qui semble cependant tardive au regard des autres éléments de sa biographie.
Miller vit et travaille avec son beau-père, Jim Miller, qui est métayer ainsi qu'avec sa mère, Millie Ford, jusqu'au début des années 1930. Puis, il voyage dans le Mississippi et l'Arkansas et rencontre Blind Lemon Jefferson, Big Joe Williams, Elmore James et Robert Lockwood Jr.. C'est également au cours de cette période, qu'il joue avec Robert Johnson et développe son style musical ainsi que sa façon désinvolte de se produire sur scène. Willie Dixon se souvient, en effet, avoir vu Rice Miller avec un harmonica amplifié à Greenville dans le Mississippi dans les années 1930 avec lequel il captive l'auditoire en jouant, par exemple, sans les mains en tenant son harmonica entre sa lèvre supérieure et son nez.

### King Biscuit Time
Miller vit alors à Twist dans l'Arkansas avec la sœur de Howlin' Wolf, Mary Burnett, et en profite pour apprendre à Wolf l'harmonica (Williamson fait plus tard pour Chess Records une parodie de Howlin' Wolf intitulée Like Wolf). En 1941, Miller est embauché dans l'émission King Biscuit Time (en), l’un des plus célèbres programme sur le blues, sur la radio KFFA à Helena (Arkansas) avec Lockwood.
Le propriétaire, Max Moore, l'engage sous le nom de Sonny Boy Williamson, pensant apparemment à l'harmoniciste et chanteur du Tennessee, John Lee Williamson qui utilisait déjà ce nom. Alex Miller prétend avoir été le premier à l'utiliser et certains pensent même que la prétendue naissance de Miller en 1899 est une ruse pour convaincre le public qu'il était assez vieux pour avoir utilisé ce nom avant John Lee Williamson (né en 1914). Quelle que soit l'origine de son nom, Miller devient à partir de là Sonny Boy Williamson et Lockwood et le reste du groupe deviennent les King Biscuit Boys.

### Chess Records
Le premier enregistrement de Williamson date de 1951 pour Lillian McMurray du label Trumpet Records (Mississippi). Cependant, lors de la faillite de Trumpet Records en 1955, le contrat de Sonny Boy est transféré aux créditeurs qui le vendent à Chess Records à Chicago (Illinois).
Williamson enregistre environ 70 chansons pour Chess Records entre 1955 et 1964. Dans les années 1960, il parcourt l'Europe durant les beaux jours du British blues où il enregistre avec The Yardbirds et The Animals. C'est pendant sa tournée au Royaume-Uni à cette époque qu'il adopte le chapeau melon et qu'il transporte son harmonica sur scène dans une mallette, ce qui devient son signe distinctif. Au cours de cette tournée, il blesse un homme au cours d'une bagarre et quitte donc le pays rapidement.
Dans les années 1940, Williamson épouse Mattie Gordon, qui reste sa femme jusqu'à sa mort le 25 mai 1965 (ou le 23 d'après sa pierre tombale) à Helena dans l'Arkansas.
Il participe à la tournée American Folk Blues Festival en 1963 et 1964.

## Décès
À son retour aux États-Unis, il a repris l'émission King Biscuit Time sur KFFA et s'est produit dans la région d'Helena, Arkansas. Alors que les autres musiciens Houston Stackhouse et Peck Curtis attendaient aux studios KFFA pour Williamson le 25 mai 1965, l'heure de diffusion de 12h15 approchait et Williamson n'était nulle part en vue. Peck a quitté la station de radio pour localiser Williamson et a découvert son corps dans son lit dans la maison de chambres où il séjournait, mort d'une crise cardiaque apparente subie dans son sommeil la nuit précédente. Williamson est enterré sur New Africa Road, juste à l'extérieur de Tutwiler, Mississippi, sur le site de l'ancien cimetière de Whitman Chapel. Le propriétaire de Trumpet Records, McMurry, a fourni à la pierre tombale une date de décès incorrecte

## Style

### Musical
Rice Miller reste comme un des plus fins et atypiques compositeurs de blues et son jeu laconique d'harmonica ainsi que sa voix ont fait de lui un véritable artiste. L’utilisation de l’espace couplée à son timing et à son son font de lui un des meilleurs harmonicistes de blues. Willie Dixon dit de Little Walter qu’il était « un très grand harmoniciste, mais Big Walter - nous l'appelions Big Walter  - était un harmoniciste d’Enfer. Big Walter a de très nombreuses fois créé l’ambiance avec un harmonica dont les gens disaient qu’il était dans les mains de Little Walter. En quelque sorte, il a appris à jouer à Sonny Boy Williamson, Little Walter et tous ces gars-là ».

### Succès
Parmi ses succès, on peut noter : Fattenin' Frogs for Snakes, Don't Start Me To Talkin', Keep It To Yourself, Bye Bye Bird, Nine Below Zero, Help Me, Your Funeral and My Trial, Bring it on Home (reprise par Led Zeppelin) et le moins célèbre Little Village, dans lequel on retrouve un dialogue avec Leonard Chess, patron de Chess Records.
De nombreux groupes anglais et américains ont repris ses chansons : Eyesight to the Blind a été utilisée dans l'opéra-rock des Who : Tommy, entre autres.

### Sur scène
Sonny Boy Williamson est également connu pour sa flasque à whisky, un pistolet, un couteau, dont il ne se sépare jamais, dit la légende, son vocabulaire cru, ainsi que pour son tempérament coléreux.
De plus, il porte toujours des tenues bien plus élégantes qu'il ne peut s'offrir et sa tournée en Europe lui permet même d'ajouter à sa panoplie un costume noir et son célèbre chapeau melon.

## Discographie

### Albums
- Down and Out Blues (Chess, 1959)
- A Portrait in Blues (1963)
- The Blues of Sonny Boy Williamson (1963)
- Sonny Boy Williamson and Memphis Slim (1964)
- Sonny Boy Williamson & The Yardbirds : Live at the Crawdaddy (Fontana, 1966)
- The Real Folk Blues (Chess, 1957-64 [1966])
- More Real Folk Blues (1966)
- Don't Send Me No Flowers (1968)
- Bummer Road (1969)
- The Animals Feat. Sonny Boy Williamson II (1973)
- King Biscuit Time (1989)
- Harmonica Wizard (2007)

### Singles et EPs
- "Cool, Cool Blues" / "Do It if You Wanta" (Trumpet Records, 1951)
- "Crazy 'Bout You, Baby" / "Eyesight to the Blind" (Trumpet, 1951)
- "Pontiac Blues" / "Sonny Boy's Christmas Blues" (Trumpet, 1951)
- "Mighty Long Time" / "Nine Below Zero" (Trumpet, 1951)
- "Going in Your Direction" / "Red Hot Kisses" (Trumpet, 1954)
- "Don't Start Me Talkin'"/ "All My Love in Vain" (Checker Records, 1955)
- "Keep It to Yourself" / "The Key (To Your Door)" (Checker, 1956)
- "Let Me Explain" / "Your Imagination" (Checker, 1956)
- "No Nights by Myself" / "Boppin' with Sonny" (Ace Records, 1956)
- "Fattening Frogs for Snakes" / "I Don't Know" (Checker, 1957)
- "Cross My Heart" / "Dissatisfied'" (Checker, 1958)
- "Born Blind" / "Ninety-Nine" (Checker, 1958)
- "Your Funeral and My Trial" / "Wake Up Baby" (Checker, 1958)
- "Let Your Conscience Be Your Guide" / "Unseeing Eye" (Checker, 1959)
- "Temperature 110" / "Lonesome Cabin" (Checker, 1960)
- "Trust My Baby" / "Too Close Together" (Checker, 1960)
- "The Goat" / "It's Sad to Be Alone" (Checker, 1960)
- "Stop Right Now" / "The Hunt" (Checker, 1961)
- "The Hunt" / "Little Village" (Checker, 1961)
- "One Way Out" / "Nine Below Zero" (Checker, 1962)
- "Trying to Get Back on My Feet" / "Decoration Day" (Checker, 1963)
- "Bye Bye Bird" / "Help Me" (Checker, 1963)
- "My Younger Days" / "I Want You Close to Me" (Checker,1964)
- "Bring It On Home" / "Down Child" (Checker, 1965)
- "Baby Let Me Come Back Home" / "November Boogie" / "All Nite Boogie" / "Leavin Blues" (Collectors Special Records EP, 1966)

### Compilations
- In Memoriam (1965, reissued as The Real Folk Blues, 1966)
- Blues Classics by "The Original" Sonny Boy Williamson (1965)
- This Is My Story (1972)
- Sur Youtube une compilation de vidéos de ses performances en Europe https://m.youtube.com/watch?v=sma4iXWt-Mo&feature=youtu.be

### En tant queSonny Boy Williamson His Harmonica and Houserockers
Singles
- "Too Close Together" / "Cat Hop" (Trumpet Records, 1953)
- "Gettin' Out of Town" / "She Brought Life Back to the Dead" (Trumpet, 1954)
- "Empty Bedroom" / "From the Bottom" (Trumpet, 1955)
- "Mr. Downchild" / "Stop Now Baby" (Trumpet, 1954)
- "I Cross My Heart" / "West Memphis Blues" (Trumpet, 1954)
- "Come on Back Home" / "Stop Crying" (Trumpet, 1954)
- "From the Bottom" / "Empty Bedroom" (Blue Horizon Records)